# رالف فیلیپ بواس
رالف فیلیپ بواس (به انگلیسی: Ralph P. Boas, Jr.) ریاضی‌دان آمریکایی بود.

## آثار
- نخستین درس توابع حقیقی، رالف پی. بوآس، کاوه لاجوردی (مترجم)، ناشر شرکت انتشارات علمی و فرهنگی

## مطالعه بیشتر
- Some Modern Mathematical Methods in the Theory of Lion Hunting, O. Morphy, American Mathematical Monthly, volume 75 (1968), pages 185–187.
- Linguistic Contributions To The Formal Theory Of Big-Game Hunting, R. Mathiesen, Lingua Pranca, 1978.